# Правая Липа
Правая Липа — посёлок в Хомутовском районе Курской области. Входит в состав Петровского сельсовета.

## География
Посёлок находится на реке Сухая Амонька (правый приток Сейма), в 28 км от российско-украинской границы, в 94 км к западу от Курска, в 23,5 км к юго-востоку от районного центра — посёлка городского типа Хомутовка, в 9 км от центра сельсовета — села Поды.
Улицы
В посёлке улица Лесная.
Климат
Правая Липа, как и весь район, расположена в поясе умеренно континентального климата с тёплым летом и относительно тёплой зимой (Dfb в классификации Кёппена).
Часовой пояс
Посёлок Правая Липа, как и вся Курская область, находится в часовой зоне МСК (московское время). Смещение применяемого времени относительно UTC составляет +3:00.

## Население
| 2002 | 2010 |
| ---- | ---- |
| 35   | ↘28  |

## Инфраструктура
Личное подсобное хозяйство. В посёлке 37 домов.

## Транспорт
Правая Липа находится в 25 км от автодороги федерального значения М3 «Украина» (Москва — Калуга — Брянск — граница с Украиной), в 28 км от автодороги А142 (Тросна — М-3 «Украина»), в 14 км от автодороги регионального значения 38К-040 (Хомутовка — Рыльск — Глушково — Тёткино — граница с Украиной), в 1 км от автодороги межмуниципального значения 38Н-708 (38К-40 — Поды — Петровское), в 1,5 км от автодороги 38Н-024 (Богомолов — Капыстичи — граница Рыльского района), в 29 км от ближайшего ж/д остановочного пункта Марица (линия Навля — Льгов I).
В 179 км от аэропорта имени В. Г. Шухова (недалеко от Белгорода).